# Спектакъл
Шоу пренасочва насам.  За други значения вижте Шоу (пояснение).
Спектакъл (на френски: spectacle; на латински: spectaculum) е театрално, цирково или друго артистично представление с елементи на зрелищност. В един спектакъл могат да участват актьори, музиканти, танцьори, певци и циркови артисти. Обикновено се разиграва на голяма сцена пред публика.
Думите шоу, представление и спектакъл до голяма степен се припокриват, но в различните езици са еволюирали различно. Представление е с руски произход, спектакъл с френски, а шоу с английски. Коренът е латински spectare, което означава „гледам, наблюдавам“.
Терминът е заимстван от Древен Рим, с построяването на големите арени и организирането на различни зрелища. Оттогава датира и философията на римския елит „хляб и зрелища“, която се оказва успешна за поддържането на реда отвличането на вниманието от различни социални и икономически проблеми.